# Эркээйи
«Эркээйи» (с якут. — «метка, веха») — общественная газета Мегино-Кангаласского улуса Якутии, выходящая 2 раза в неделю.
Язык газеты — якутский. В газете освещается экономика, политика, мировая политика, спорт, тэбэнэт, культура и тому подобное. Газета имеет интернет-версию. Штаб-квартира находится в селе Майя.
С 2010 года выходит русская версия газеты "Эркээйи-экспресс".